# Il cacciatore (film 1928)
Il cacciatore è un film statunitense del 1928, diretto ed interpretato da Harry Langdon.

## Trama
La moglie è esasperata da quella che ritiene essere una pessima condotta del marito, che spesso si allontana da casa alla ricerca di un sano svago, e, incitata anche da sua madre, lo trascina in tribunale.
Il giudice emette una sentenza molto singolare: marito e moglie dovranno scambiarsi i ruoli per un mese. La coppia ottempera alla richiesta del giudice di buon grado, giungendo a vestire ciascuno gli abiti dell’altro sesso.
Il marito, rimasto a casa mentre la moglie è fuori, deve far fronte alle avances dei diversi fornitori domestici, e, snervato, medita addirittura il suicidio. E la moglie, quando torna a casa e non vi trova il marito, lo crede effettivamente morto, e, nonostante la precedente avversità che li divideva, lo compiange.
Invece il marito, vestiti di nuovo gli abiti maschili, è andato con un suo amico a giocare a golf presso una località di campeggio, dove i due incontrano un gruppo di ragazze, con le quali hanno diverse avventure e disavventure.
Il marito finisce sul sedile posteriore di un’auto che sta scendendo a rotta di collo per un lunghissimo pendio, e va a finire a casa propria, dove la moglie, rincuorata, lo ritrova, vivo.